# Parlichev Ridge
Parlichev Ridge (englisch; bulgarisch Пърличев хребет Parlitschew chrebet) ist ein schmaler, felsiger, 33,9 km langer, 3,8 km breiter und im Vrelo Peak 1250 m hoher Gebirgskamm in den Aristotle Mountains an der Oskar-II.-Küste des Grahamlands auf der Antarktischen Halbinsel. Er erstreckt sich von den Ausläufern des Madrid Dome in östlicher Richtung bis zum Kalina Point. Der Melville-Gletscher liegt nördlich, die Domlyan Bay nordöstlich und der Pequod-Gletscher südlich von ihm. Durchbrochen wird er von einem Seitenarm des Pequod-Gletschers, der in nördlicher Fließrichtung in den Melville-Gletscher mündet.
Britische Wissenschaftler kartierten ihn 1976. Die bulgarische Kommission für Antarktische Geographische Namen benannte ihn 2013 nach der Ortschaft Parlitschewo im Nordwesten Bulgariens.